# かなわ (掃海艇)
かなわ（ローマ字：JDS Kanawa, MSC-606、YAS-65）は、海上自衛隊の掃海艇。かさど型掃海艇の3番艇。艇名は金輪島に由来する。旧海軍鵜来型海防艦「金輪」に次いで日本の艦艇としては2代目。

## 艦歴
「かなわ」は、昭和32年度計画掃海艇306号艇として、日立造船神奈川工場で1958年8月25日に起工され、1959年4月22日に進水、1959年7月24日に就役し、横須賀地方隊に編入された。同年10月1日、第1掃海隊群第32掃海隊に編入。
1961年9月1日、第32掃海隊が第2掃海隊群に編入。
1969年3月15日、第32掃海隊が横須賀地方隊に編入。
1973年8月24日、第32掃海隊が廃止となり、同日付で第2掃海隊群隷下に新編された第44掃海隊に「たしろ」、「みやと」とともに編入された。
1974年9月30日、特務船に種別変更され、船籍番号がYAS-65に変更。
1984年2月10日、除籍。